# 小施雷克峰

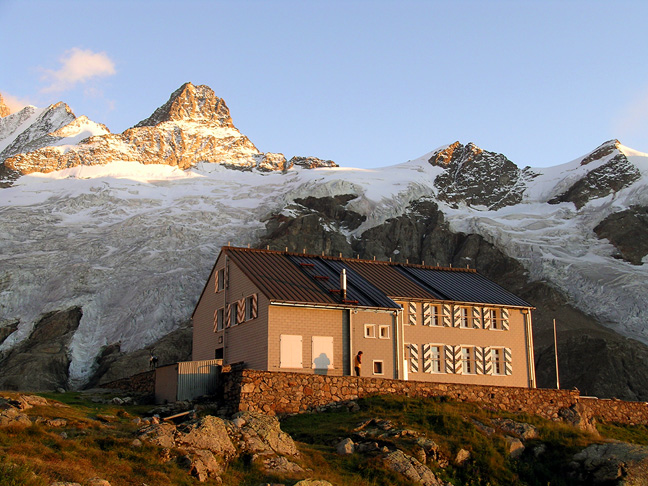

46°36′06″N 8°06′08.6″E / 46.60167°N 8.102389°E
小施雷克峰（德語：Kleines Schreckhorn）是瑞士伯恩州的山峰，位於該國南部，屬於伯尔尼山的一部分，處於格林德瓦以南，海拔高度3,494米。